# TOPxMM
TOPxMM è un EP del gruppo musicale statunitense Twenty One Pilots, pubblicato il 20 dicembre 2016.
Reso disponibile per l'acquisto gratuito sul sito dei Twenty One Pilots e su WeTransfer sino al 20 gennaio 2017, consiste nella rivisitazione dal vivo, in studio di registrazione, di cinque brani del duo statunitense con la partecipazione del gruppo rock Mutemath.

## Tracce
Testi e musiche di Tyler Joseph.
1. Heathens (feat. Mutemath) – 4:34
2. Heavydirtysoul (feat. Mutemath) – 4:00
3. Ride (feat. Mutemath) – 3:48
4. Tear in My Heart (feat. Mutemath) – 3:48
5. Lane Boy (feat. Mutemath) – 5:21

## Formazione
Twenty One Pilots
- Tyler Joseph – voce, sintetizzatore in Lane Boy
- Josh Dun – batteria; tromba in Tear in My Heart

Mutemath
- Paul Meany – tastiera, programmazione, cori
- Darren King – batteria (eccetto in Heathens); tastiera e xilofono in Heathens; tamburello in Ride
- Roy Mitchell-Cárdenas – chitarra elettrica in Heavydirtysoul, Ride e Lane Boy; basso in Tear in My Heart; violoncello in Heathens
- Todd Gummerman – tastiera, programmazione, cori; tamburello in Tear in My Heart

## Classifiche
| Classifica (2017)         | Posizione massima |
| ------------------------- | ----------------- |
| Stati Uniti               | 161               |
| Stati Uniti (alternative) | 11                |
| Stati Uniti (rock)        | 12                |